# Прекамбридій
Прекамбридій (лат. Praecambridium sigillum) — овальна сегментована викопна тварина, що віддалено нагадує трилобітів, що жила близько 555 млн років тому. Відбитки прекамбридія вперше виявлені в Австралії. Видова назва означає «символ докембрію». Існує гіпотеза, що прекамбридій — ювенільна стадія розвитку сприггіни.